# Дреновац (Дечани)
Дреновац (алб. Drenoc) је насељено место у општини Дечани, на Косову и Метохији. Према попису становништва из 2011. у насељу је живело 1.046 становника.

## Становништво
Према попису из 2011. године, Дреновац има следећи етнички састав становништва:
| Националност | 2011.           |
| Албанци      | 1.046 (100,00%) |
| Укупно       | 1.046           |

| Демографија | Демографија | Демографија |
| Година      | Становника  | Становника  |
| ----------- | ----------- | ----------- |
| 1948.       | 736         |             |
| 1953.       | 795         |             |
| 1961.       | 883         |             |
| 1971.       | 1.049       |             |
| 1981.       | 1.288       |             |
| 1991.       | 1.443       |             |
| 2011.       | 1.046       |             |